# Ernst Friedrich Schumacher
Pour les articles homonymes, voir Schumacher.
Ernst Friedrich « Fritz » Schumacher (1911-1977) est un économiste britannique, d'origine allemande.
On lui doit d'avoir popularisé en 1973 l'expression Small is beautiful de son maître Leopold Kohr.

## Biographie
Fils d'un professeur d'université, E. F. Schumacher est né en 1911 en Allemagne. Après son Abitur, il étudie l'économie, d'abord à Bonn, puis à la London School of Economics and Political Science. Boursier Rhodes à l'université d'Oxford dans les années 1930, il passe ensuite un an à l'Université Columbia (New York) où il devient rapidement chargé de cours. Schumacher termine ses études sans diplôme.
Banquier à Berlin au milieu des années 1930, il retourne en Grande-Bretagne en 1937 comme consultant en investissement, pour fuir le régime nazi. En 1939, il est interné dans une ferme comme ennemi de l'intérieur (en). Il devient à cette époque membre d'un groupe d'intellectuels autour de William Beveridge et John Maynard Keynes. En 1943, le journal Economica publie un essai de Schumacher sur un nouveau système de compensation des paiements de devises, que Keynes intégrera dans le projet qu'il propose à Bretton-Woods.
Après la guerre, Schumacher travaille comme conseiller économique auprès de l'Allied Control Commission (en), à laquelle avait été confiée la reconstruction de l'économie allemande, et comme éditorialiste économique du Times. De 1950 à 1970, il est Chief Economic Advisor (économiste en chef) du National Coal Board (en) (autorité britannique du charbon), qui employait alors plus de 800 000 personnes. Grâce à sa vision à long terme (il avait prédit l'émergence de l'OPEP et les problèmes liés à l'énergie nucléaire), il participe à la reprise économique du Royaume-Uni.
Il conseille également des institutions des Nations unies ainsi que les gouvernements d'anciennes colonies britanniques. C'est l'un de ces voyages, en Birmanie en 1955, qui lui inspire son essai sur l'économie bouddhiste, basée sur la conviction qu'un bon travail est essentiel pour un juste développement humain et que « la production de ressources locales pour les besoins locaux est la voie la plus rationnelle pour l'économie ».
En 1971, il se convertit à la foi catholique. Sur son rapport à l'église catholique, il a déclaré : It was a long standing illicit relationship.
Schumacher a publié pendant toute sa vie, particulièrement dans le journal Resurgence pendant ses dernières années. Le succès planétaire de Small is beautiful en fait un conférencier très recherché, qui parle devant un total de 60 000 personnes aux États-Unis. C'est au cours d'une de ces tournées qu'il décède en Suisse d'une crise cardiaque,.

## Travaux
La pensée de Schumacher se concentre sur la question de l'échelle humaine. Il récuse le fait que l'économie soit en position de juger correctement ces problèmes car la discipline académique considère que les prix reflètent la valeur intrinsèque des choses. Pour ce directeur des Charbonnages, ce point était évident par le fait que ni la théorie économique ni la pratique des marchés ne fait la distinction entre les biens finis et les biens renouvelables. En conséquence la surexploitation rapide des ressources naturelles est considérée comme une contribution positive à la prospérité, alors qu'en réalité un actif est irrémédiablement détruit. Pour Schumacher la société industrielle occidentale est incapable d'apprécier et de préserver son capital naturel (eau pure, sol vivant, air pur, ...). Schumacher déclare catégoriquement que les doctrines économiques ne peuvent s'appliquer qu'à la production industrielle, à l'exclusion de l'organisation sociale ou des relations avec l'environnement naturel.
Son concept d' économie bouddhiste est fondamentalement opposé à l'économie standard et son attention à des agrégats tels que le Produit intérieur brut. Pour l'économiste, qui avait lui-même une inclination vers la quête spirituelle, le caractère satisfait et détendu qu'il voyait dans la population birmane était une conséquence de la tradition bouddhiste qui rejette un attachement excessif aux biens matériels. En conséquence, l'économie bouddhiste recherche une prospérité qui permet l'accomplissement de l'existence humaine en utilisant aussi peu de moyens que possible. Dans ce contexte, le travail est une activité signifiante dans lequel on doit pouvoir se réaliser "créativement, utilement, et de façon productive avec la tête et les mains."
Pour Schumacher, l'amélioration des conditions de vie ne passe pas par une technologie sophistiquée nécessitant des importations coûteuses, mais par une "technologie à visage humain" basée sur des techniques locales traditionnelles permettant de générer un revenu pour un maximum de gens et ainsi de stimuler "par le bas" l'activité économique. Pour développer le concept de technologie intermédiaire, il crée en 1966 l'Intermediate Technology Development Group (en), une ONG qui se spécialise dans le soutien aux initiatives locales pratiques de développement.
L'agriculture était un sujet d'une importance particulière pour Schumacher, qui s'impliqua avec la Soil Association (en) en faveur de l'agriculture biologique. Pour Schumacher, la productivité économique ne pouvait être qu'un des buts de l'agriculture, la permanence, la santé, et la beauté étant aussi importantes.
Au travail et à l'environnement, Schumacher ajoutait une troisième préoccupation : l'organisation d'une vie autodéterminée. Par ses fonctions au sommet bureaucratique d'une administration de 800 000 employés, et sous l'influence de Leopold Kohr, il avait pu se convaincre que les grosses organisations sont destructrices. Le centralisme met l'accent sur l'ordre, la décentralisation sur la liberté. Schumacher considérait les deux comme justifiés, le problème étant l'équilibre entre eux. Pour cela il considérait comme nécessaire la délégation de toutes les décisions au niveau le plus bas possible et l'obligation faite aux supérieurs de justifier leurs actions.
À la fin de sa vie, Schumacher s'intéressait de moins en moins aux aspects pratiques et de plus en plus aux problèmes épistémologiques. Il considérait que les philosophes traditionnels et les maîtres religieux avaient établi des systèmes d'idées utilisables par les gens pour interpréter le monde et conduire leur vie, alors que le positivisme et le relativisme de la science moderne n'ont d'autre utilité que de récuser la pertinence des autres questions métaphysiques. Cela faisait pour lui des pays riches les « enfants à problèmes du monde ». Et toute tentative pour transférer leur modèle vers les autres régions du monde ne pourrait que conduire à la pauvreté de masse,,,.

## Héritage
Bien qu'honoré par le Prix européen de l'essai Charles Veillon en 1976, et listé par The Times Literary Supplement parmi les 100 livres les plus importants publiés depuis la Seconde Guerre mondiale, le succès de Small is beautiful semble n'avoir été qu'un feu de paille. Schumacher n'est plus que rarement cité. La plupart des décideurs du tiers-monde avaient rejeté le concept de technologie intermédiaire, sans doute parce qu'il peut servir à justifier la réticence des pays riches à effectuer des transferts de technologie. De ce fait, les arguments de Schumacher ne portèrent pas, même en Inde, malgré sa référence explicite aux enseignements de Gandhi.
Un petit groupe de militants continue à promouvoir l'œuvre et les idées de Schumacher :
- la revue Resurgence, qui est probablement la plus ancienne revue écologiste au Royaume-Uni, et l'association du même nom,
- la Schumacher Society (en), qui coordonne des projets de monnaies locales, de microcrédit et de communautés foncières,
- l'Intermediate Technology Development Group qui s'appelle depuis 2005 Practical Action (en),
- le Schumacher College, dépendant de l'Université de Plymouth, délivre des diplômes en éducation, santé durable, horticulture durable et science holistique,
- la New Economics Foundation (en) est un "think tank" lié à The Other Economic Summit (en),
- le National Center for Appropriate Technology (en), créé en 1976 est l'équivalent américain de l'ITDG.

Le mouvement d'idées de la Décroissance est très proche des idées exprimées par Schumacher, bien que celui-ci ne soit virtuellement jamais cité dans ce contexte.

## Publications
- Multilateral Clearing, in Economica, Vol. 10, pp. 150-65, 1943
- Small is Beautiful - Economics as if People Mattered, 1973. Trad. en français : Small is beautiful. Une société à la mesure de l'homme, Seuil, coll. "Points", 1979.
- A Guide for the Perplexed, 1977
- This I Believe and Other Essays (Anthologie des articles de Schumacher dans Resurgence), 1977
- Good Work, 1979. Trad. en français : Good work, Seuil, 1980, 205 p.

### Film documentaire
- Office National du Film du Canada, Schumacher : une société à la mesure de l'homme (1980). Réalisation : Douglas Kiefer, Barrie Howells, Donald Brittain. Ce film révèle la philosophie de Ernst Friedrich Schumacher, économiste, pionnier écologiste, technologue, champion de la technologie intermédiaire. La musique du film est l'oeuvre de Yehudi Menuhin.